# Ligao
Ligao è una città componente delle Filippine, situata nella Provincia di Albay, nella Regione del Bicol.
Ligao è formata da 55 baranggay:
- Abella
- Allang
- Amtic
- Bacong
- Bagumbayan
- Balanac
- Baligang
- Barayong
- Basag
- Batang
- Bay
- Binanowan
- Binatagan (Pob.)
- Bobonsuran
- Bonga
- Busac
- Busay
- Cabarian
- Calzada (Pob.)

- Catburawan
- Cavasi
- Culliat
- Dunao
- Francia
- Guilid
- Herrera
- Layon
- Macalidong
- Mahaba
- Malama
- Maonon
- Nasisi
- Nabonton
- Oma-oma
- Palapas
- Pandan
- Paulba

- Paulog
- Pinamaniquian
- Pinit
- Ranao-ranao
- San Vicente
- Santa Cruz (Pob.)
- Tagpo
- Tambo
- Tandarora
- Tastas
- Tinago
- Tinampo
- Tiongson
- Tomolin
- Tuburan
- Tula-tula Grande
- Tula-tula Pequeño
- Tupas